# Johan (pel·lícula)
Johan és una pel·lícula sueca de 1921 dirigida per Mauritz Stiller, basada en la novel·la de 1911 Juh) de Juhani Aho. Explica la història d'una noia jove, casada amb un granger gran, que s'escapa amb un guapo desconegut, creuant perillosos ràpids en un petit vaixell en el procés.

## Sinopsi
En un lloc remot de Suècia, els homes que treballen en l'excavació d'un canal per assecar un pantà estan allotjats a les granges properes. En un d'ells viuen en Johan i la seva mare juntament amb una noia, la Marit. Un dels treballadors intenta besar-la sense èxit. Un temps més tard, mentre en Johan surt flotant fusta a l'altra banda del riu, cau i s'aixafa la cama. Encén un foc que la Marit veu des de casa. Ella creua el riu en una barca de rems i el porta a casa i el cuida. Al seu llit de malalt, li demana que sigui la seva dona. Ella ho accepta sense respostes. La mare d'en Johan està decidida a evitar el que veu com una mala aliança. Li recorda com 18 anys abans l'havien trobat al costat de la carretera al costat de la seva mare moribunda. La mare ordena a Marit que marxi de casa, però Johan, veient l'escena des del seu llit de malalt, li ordena que es quedi i finalment es casa amb ella contra la voluntat de la seva mare.
Tanmateix, la Marit no està contenta amb ell. De vegades recorda el guapo desconegut que l'havia fet un petó i somia amb una altra vida. Ella s'allunya d'ell cada cop més.
Un dia, el guapo desconegut torna i li demana a la Marit una habitació per passar la nit. La Marit els serveix el sopar a ell i al Johan. Els fa beure vi i li ofereix una bufanda. En Johan vol pagar-li, però el desconegut riu llançant les monedes a l'aire, conservant-ne només una i en Johan s'arrossega per terra per recollir la resta. L'endemà intenta seduir-la, assenyalant-li la vida tan solitària i poc interessant que portava. Per lluitar contra l'atracció que ella no voldrà sentir per ell, intenta concentrar-se a ajudar en Johan a netejar les seves xarxes de pesca. De sobte veuen a l'altra banda del riu el foc que significa que la mare d'en Johan vol que vingui a buscar-la, tots dos es queden congelats. Un cop en Johan se'n va, no pot evitar confessar-li a la desconeguda que cada estiu la seva sogra torna a assetjar-la. Ell torna a intentar besar-la però ella corre a l'interior. El desconegut arronsa les espatlles i se'n va, passant per davant de la mare d'en Johan camí del seu vaixell. De seguida comença a renyar la Marit i, quan aquesta l'amenaça amb marxar, li contesta que ningú la cura. La Marit surt corrents de casa dient-li a Johan que fugi de la seva mare. Ella saluda al desconegut que ja estava al mig del riu i ell torna a recollir-la. Quan en Johan sent que algú plora fora, creu que és la Marit però és la seva minyona qui li diu que va veure que el desconegut portava la Marit a la seva barca i remava cap als ràpids. En Johan corre a la ribera durant hores sense cap resultat.
La Marit i el desconegut naveguen pel riu amb la seva petita barca. A mesura que arriben als ràpids, ella s'espanta més i li demana que la porti a terra i que la deixi anar. Però quan arriben a la riba, s'adona que no li queda més remei que seguir-lo. En Johan està decidit a atrapar l'home que li ha robat la Marit. La seva mare li diu que se'n va anar lliurement però en Johan no se la creu.
Un cop la Marit i el desconegut han arribat a l'illa on viuen en un cobert, la seva felicitat no dura gaire. No li agrada quan ell es burla del seu vell marit i quan coneix un vell pescador que li diu que el desconegut porta cada any a la seva illa una nova 'nina d'estiu', lamenta i plora el que ha perdut. Li explica al vell què va passar amb la seva sogra i quant vol tornar amb el seu marit. El vell troba en Johan que havia estat viatjant pel riu i el condueix a l'illa. Quan s'enfronta amb ell, el desconegut diu rient que pot recuperar la seva dona. En Johan comença a colpejar-lo per haver robat el que era el més important per a ell. Quan el desconegut respon que ha vingut per la seva voluntat, no s'ho creu i queda estupefacte quan ella confessa. Ella li demana que la perdoni, dient que va perdre el cap i que ara sap que és ell a qui estima. Li diu que pugi al vaixell i remen cap a casa al riu i entre ells ve la quietud que dona la felicitat.

## Repartiment
- Mathias Taube - Johan
- Jenny Hasselqvist - Marit
- Karin Molander - Marthe
- Hildegard Harring - Mare de Johan
- Urho Somersalmi - L'estrany
- Lilly Berg - La minyona
- Nils Fredrik Widegren - El vell pescador

## Producció
La pel·lícula es va rodar a Norrbotten al juliol i agost de 1920. Com que Finlàndia encara estava en guerra amb la Unió Soviètica en aquell moment (la pau només es signaria l'octubre de 1920 amb el Tractat de Tartu) Stiller va optar per rodar-la a Suècia, prop de la ciutat de Kalix.
La part més espectacular de la pel·lícula es va rodar al riu Kalix amb els seus ràpids de Kamlunge. No es van utilitzar trucs ni dobles per al rodatge i Stiller va donar mèrit al coratge d'Urho Somersalmi que va dirigir el vaixell pels ràpids i de Jenny Hasselqvist, que va ser la primera dona que va fer el viatge pel Kamlunge. Els responsables de l'associació local de flotants de troncs van desaconsellar l'intent, ja que el viatge pels ràpids es feia normalment amb una tripulació de set homes. Stiller va persuadir un d'ells perquè ho fes per demostrar que era possible. La carrera pel ràpid va ser filmada tant per càmeres a la costa com per una càmera en un segon vaixell amb sis homes.
Stiller va explicar més tard com es va haver de rodar l'escena el divendres 13, i com va estar molt a prop d'un desastre. Somersalmi va ser arrossegat per la borda en una de les parts més salvatges dels ràpids i Hasselqvist el va salvar. Més tard, el vaixell amb la càmera va començar a enfonsar-se i la pel·lícula va ser salvada pel fotògraf que va saltar per la borda i va vadear fins a la costa sostenint la càmera ben alt per sobre del seu cap. Stiller va declarar que mai no faria una altra pel·lícula als ràpids.
Els habitants locals van ser utilitzats com a figurants i el vell va ser interpretat per un pescador local de 70 anys.

## Estrena
La pel·lícula es va estrenar a Suècia el 28 de febrer de 1921 i a Finlàndia el 17 d'abril de 1921. Es va distribuir a 33 mercats de l'estranger. Juhani Aho va poder assistir a l'estrena a Hèlsinki uns mesos abans de la seva mort. Ell mateix va fer traduir els intertítols i el fulletó de presentació al finès. Va escriure una carta a Mauritz Stiller explicant les seves impressions sobre l'adaptació. Estava molt entusiasmat amb l'actuació i les característiques tècniques de la pel·lícula, però no va amagar la seva decepció pel final feliç introduït per Stiller.
La pel·lícula es va considerar perduda durant molt de temps després d'un incendi al Svenska Filminstitutet l'any 1941. Henri Langlois, creador de la Cinémathèque Française va considerar que era una de les tres pel·lícules perdudes més importants. Tanmateix, la major part d'un dels negatius originals es va trobar a principis dels anys seixanta. A partir d'aquest punt de partida, la pel·lícula ha estat restaurada en blanc i negre l'any 1974 i en una versió tenyida de groc i taronja l'any 2001, que ja està disponible en DVD amb una banda sonora original d'Alexander Popov.

## Ressenyes
Les crítiques eren mixtes en el moment de l'estrena, elogis exuberants alternant-se amb valoracions vacil·lants, de vegades fins i tot negatives. Alguns crítics van despatxar la pel·lícula amb frases generals, resums de contingut i algunes paraules amables sobre els actors. Moltes de les crítiques van comparar la pel·lícula amb la pel·lícula anterior de Stiller Sången om den eldröda blomman que també incloïa una escena als ràpids. Svenska Dagbladet va escriure: ″Aquesta és una de les millors obres del director, i en tots els aspectes una pel·lícula d'alt rang (...) El que hi havia a Sången om den eldröda blomman d'avorrit, artificial i incoherent, s "Johan" és fort, genuí i sòlidament construït.″